# Maho Beach
A Maho Beach egy strand a Karib-tengeren lévő Szent Márton-szigeten, a Holland Királyság egyik társult autonóm állama, Sint Maarten területén. Nevezetessége, hogy a strand közvetlen szomszédságában található a Princess Juliana nemzetközi repülőtér, ahol a rövid kifutópálya miatt rendkívül alacsonyan repülnek a le és felszálló gépek. A tengerparti strand a különleges technikai látványosság miatt is népszerű hely a turisták és a repülőgép-megfigyelők (spotterek) körében.

## Elhelyezkedés

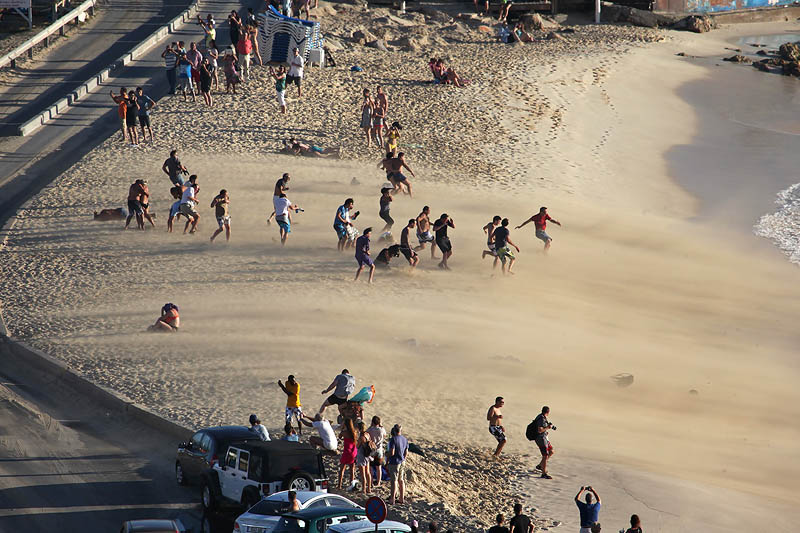
A hajtómű szelének hatása

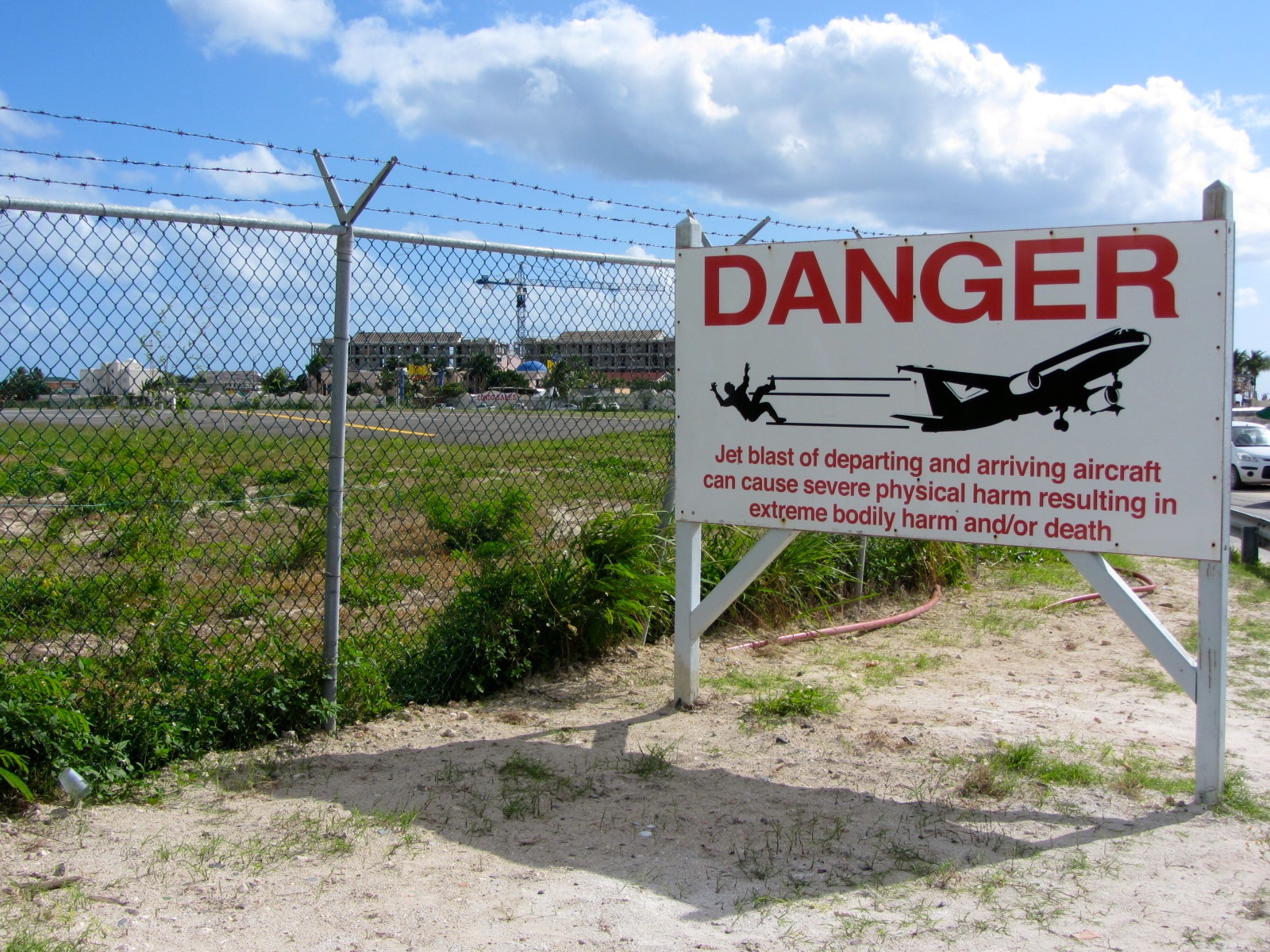
A hajtómű szelének veszélyére figyelmeztető tábla

A strand a Princess Juliana nemzetközi repülőtér futópályájának nyugati (10-es irányú) oldalán található. Az alacsonyan szálló repülőgépek egyedülálló közelsége miatt a repülőgép-megfigyelők körében igen kedvelt hely. Ez az egyik, abból a kevés számú helyszínből a világon, ahol a repülőgépeket néhány méterrel a landolás előtt lehet megfigyelni.
A Maho Beach rendkívül közel van a futópálya küszöbéhez, és közvetlenül a légifolyosó alatt található, a landoló gépek alig 100 lábbal (kb. 30–35 méterrel) a strand felett haladnak el.
A 10-es futópályáról induló repülőgépek hajtóműszele ugyanakkor veszélyes is a strandon állók számára. Sokan a futópálya mögött található kerítésbe kapaszkodva űznek sportot a hajtóműszél hatásaiból. A felkavart erős légáramlatokban veszélyesen nehéz az oxigénhez jutás is. A hajtóműszél befújhatja a strandon állókat a vízbe, így az ezekből származó esések sérüléseket és/vagy halált is okozhatnak. Erre tábla is figyelmeztet.
A strand fehér homokos, körülbelül 340 méter hosszú.

## Történet

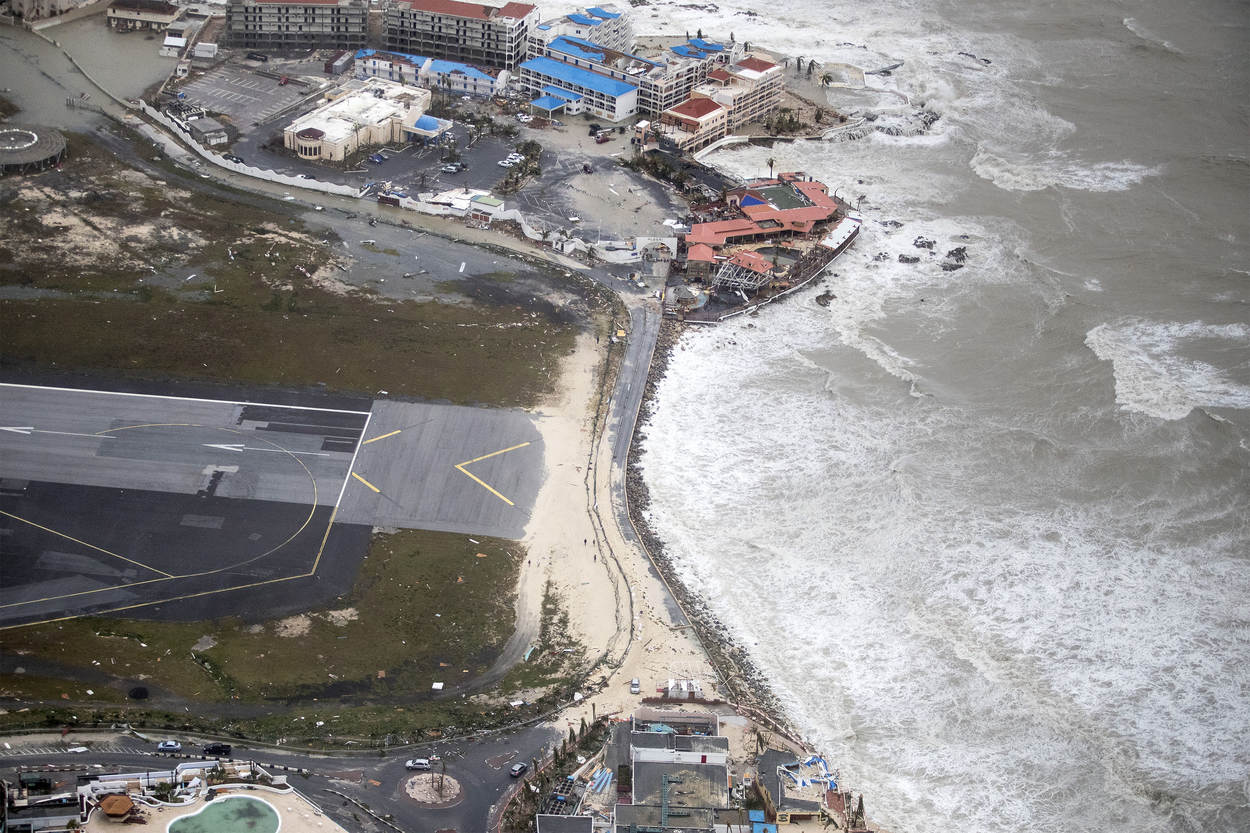
A Maho Beach az Irma hurrikán után

2008. október 16-án az Omar hurrikán okozott súlyos károkat.
2017. július 12-én a Caribbean Airlines 457-es járatának hajtóműszele okozott halált. Egy 57 éves új-zélandi nő, aki a kerítésbe kapaszkodott, a hajtómű szele elfújt, és az eséstől egy betontömbbe verte a fejét.
2017. szeptember 6-án a Maho Beach területét súlyos károk érték az 5-ös kategóriájú Irma hurrikán nyomán. A hurrikán a strand homokját felhordta a futópálya betonjára.

## Fordítás
Ez a szócikk részben vagy egészben  a   Maho Beach című angol Wikipédia-szócikk fordításán alapul.  Az eredeti cikk szerkesztőit annak laptörténete sorolja fel. Ez a jelzés csupán a megfogalmazás eredetét és a szerzői jogokat jelzi, nem szolgál a cikkben szereplő információk forrásmegjelöléseként.